# Église Saint-Paul de Chazelles
Pour les articles homonymes, voir Église Saint-Paul.
L'église Saint-Paul est une église catholique située à Chazelles, en France.

## Localisation
L'église est située dans le département français de la Charente, sur la commune de Chazelles.

## Historique
L'église Saint-Paul, ancienne église paroissiale, a été unie à Saint-Martin de Chazelles depuis 1845. Aucun texte ne date sa construction ni ses nombreuses restaurations. Les parties anciennes de l'édifice remontent au dernier tiers du XIIe siècle. Elle a été restaurée au XVIIe siècle et classée monument historique par arrêté du 25 mars 1977.
Une cloche, de la fin du XVIe siècle qui porte l'inscription « POUR NOTRE-DAME DE GROSBOS, L'AN MIL V L ET II » est installée depuis le XVIIIe siècle dans le clocher carré de l'église. Elle est classée monument historique au titre objet depuis 1942.

## Galerie

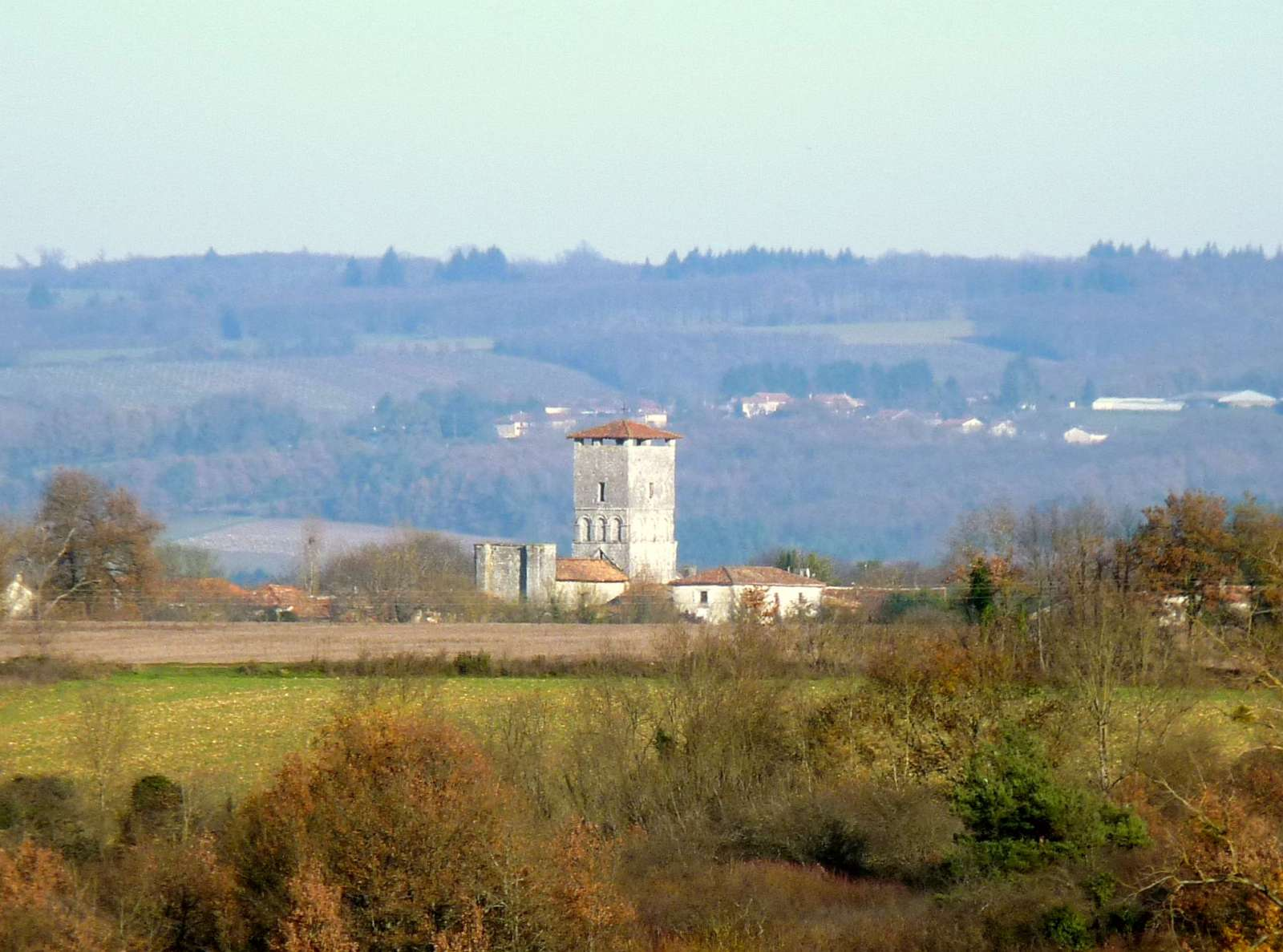
Vue depuis Treille (l'Arbre au fond)
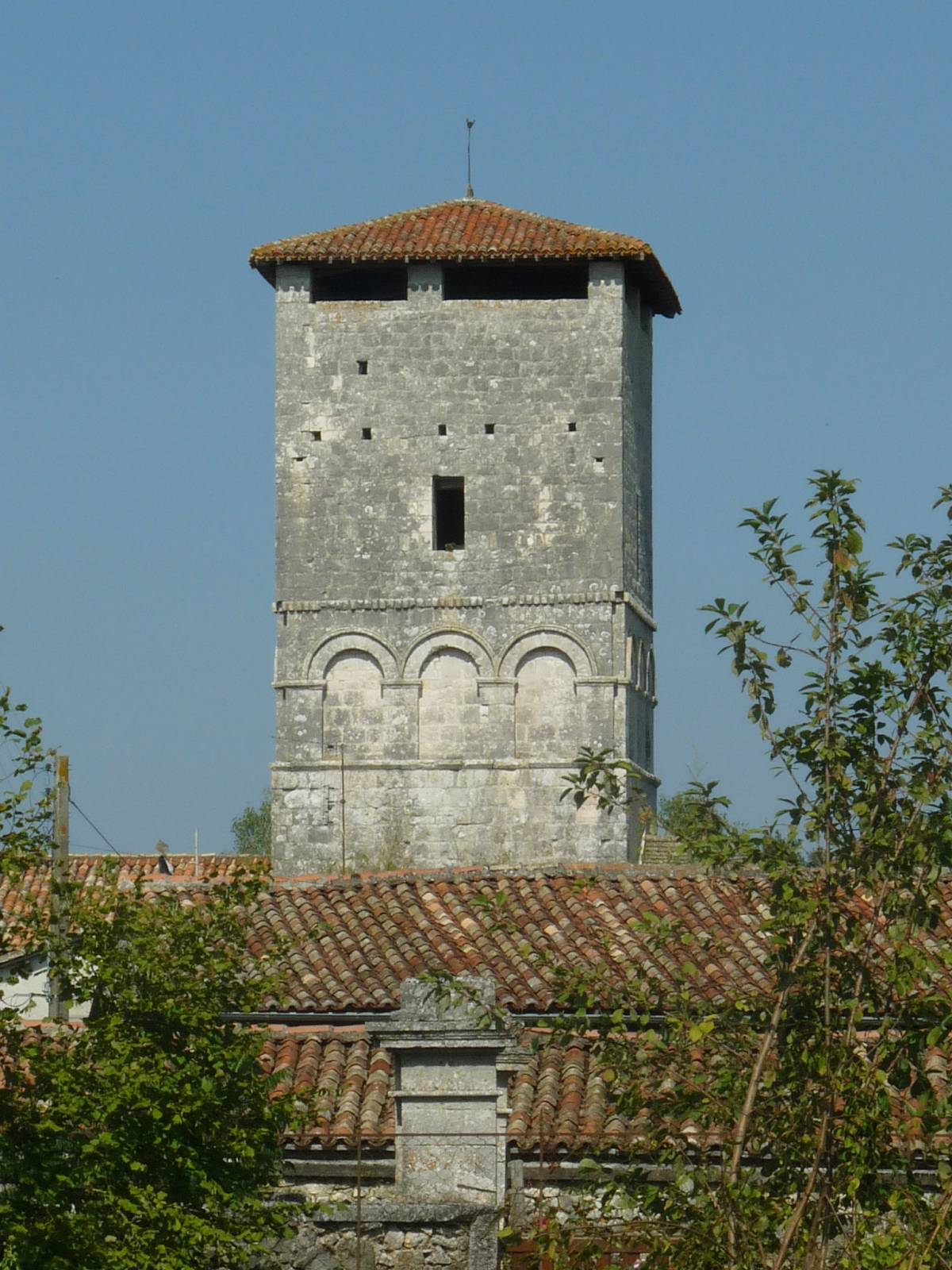
Le clocher
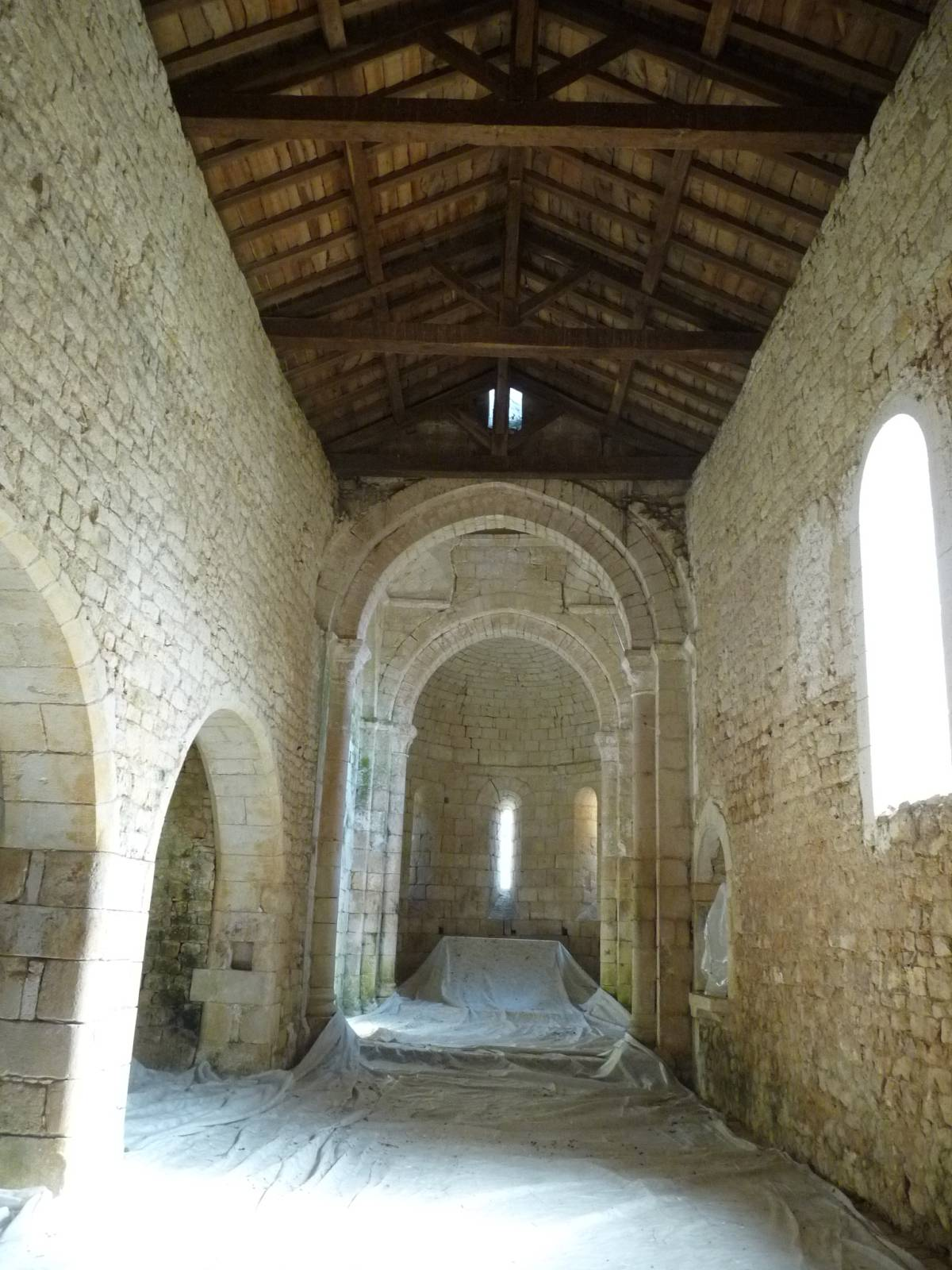
L'intérieur
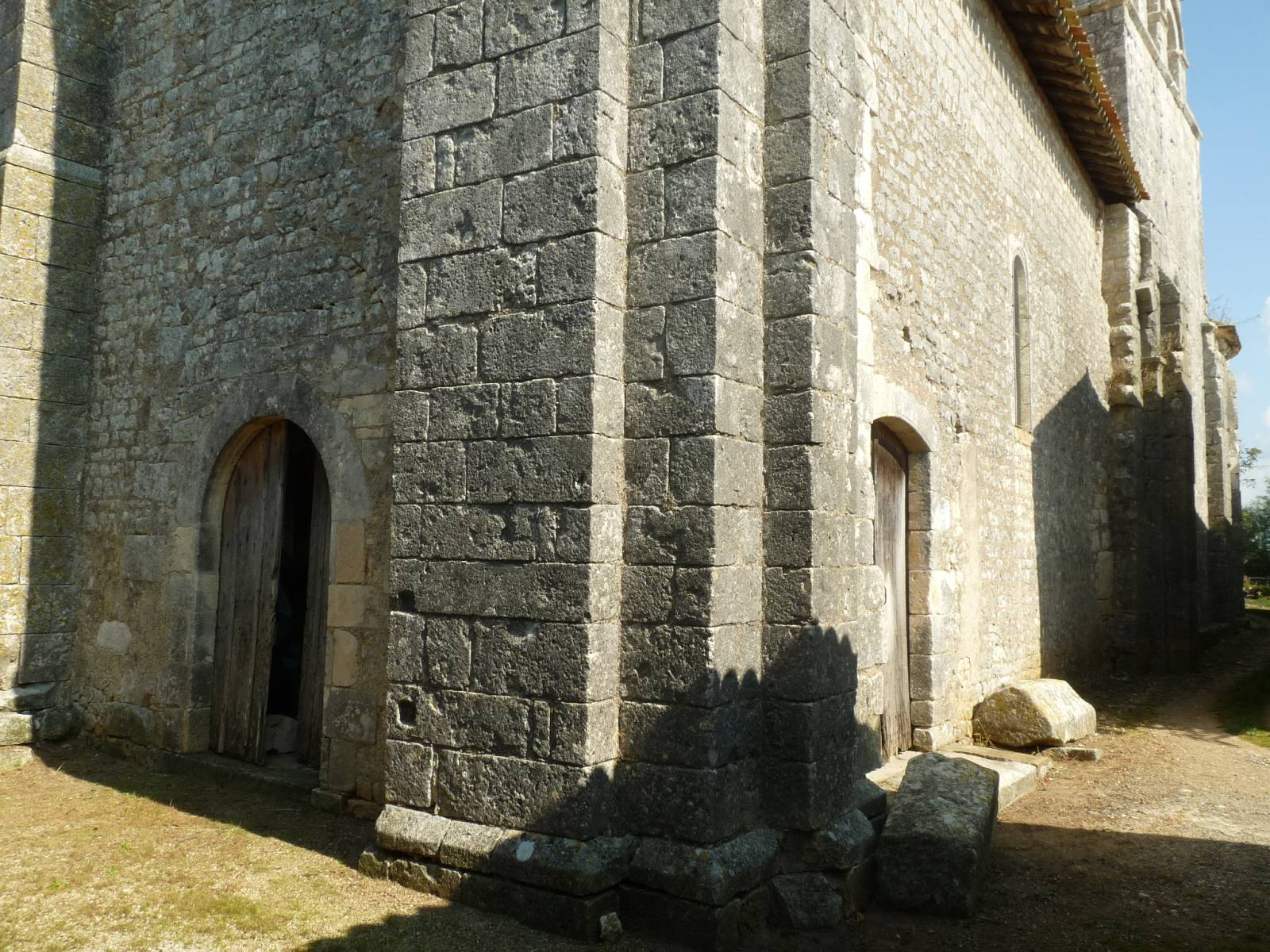
L'entrée
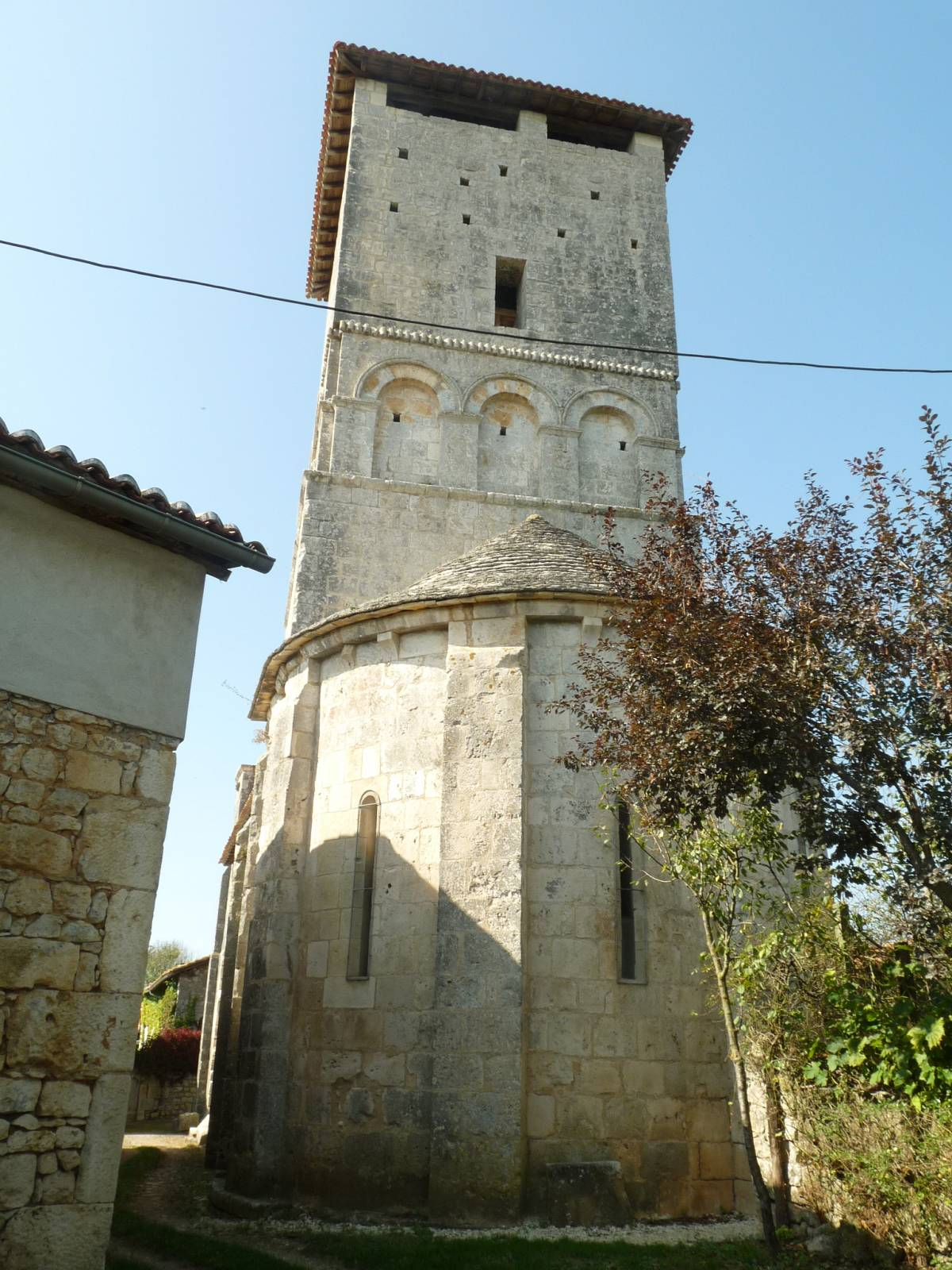
L'abside